# Kuninaka no Muraji Kimimaro
Kuninaka no Muraji Kimimaro (国中連公麻呂) ou Kuninaka no Kimimaro (国中公麻呂), mort en 774, était un sculpteur bouddhique japonais (busshi) actif au VIIIe siècle (époque de Nara).

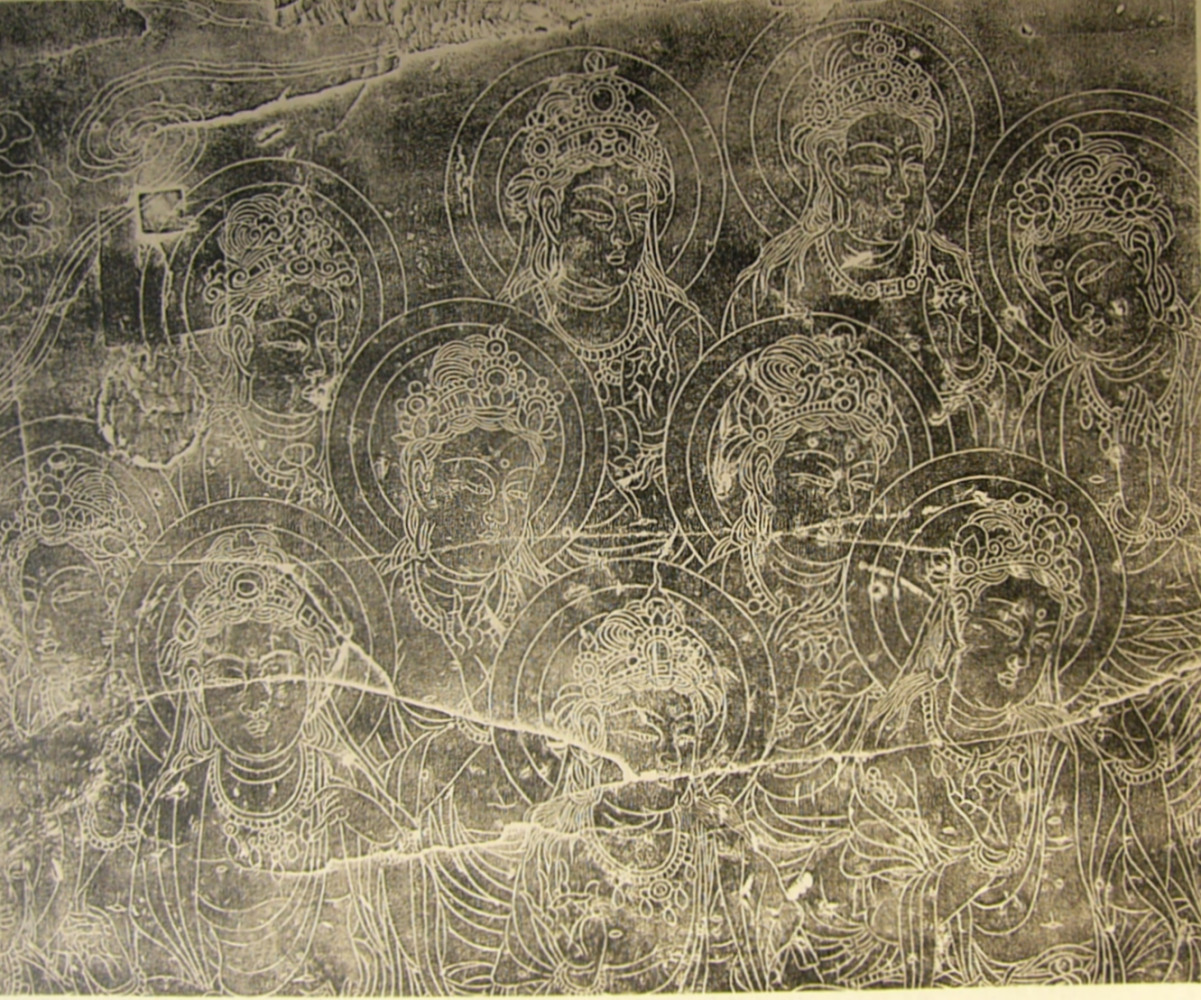
Gravures sur bronze du piédestal du Daibutsu du Tōdai-ji, seuls vestiges de la statue originale du VIIIe siècle réalisée sous la direction de Kuninaka no Muraji Kimimaro.

Le grand-père de Kuninaka no Kimimaro, originaire du royaume de Baekje (Corée), s’était installé au Japon vers les années 660. Les documents d’époque indiquent que Kuninaka no Kimimaro a dirigé le projet de construction du Daibutsu (statue colossale de bouddha) en bronze du Tōdai-ji, mesurant environ 16 mètres (détruit depuis). Il a pour cela utilisé deux moules en terre imbriqués afin de pouvoir couler le métal fondu dans la cavité ainsi formée (plus de détails ici). Cet exploit lui valut d’obtenir le quatrième rang nobiliaire à la cour, ainsi que le titre honorifique et héréditaire de muraji en 749. Des archives de 761 indiquent qu’il occupait la deuxième place dans la hiérarchie du Bureau de construction du Tōdai-ji (Zō Tōdai-ji shi), et travailla à ce titre sur divers chantiers de la région comme le Shin Yakushi-ji, l’Ishiyama-dera et le Hokke-ji. 
Deux questions restent aujourd’hui en suspens parmi les spécialistes concernant ce sculpteur. En premier lieu, il reste difficile de définir le rôle exact joué par Kimimaro dans la réalisation de ses grandes œuvres, artiste sculpteur ou superviseur technique. En second lieu, il semble impossible de lui attribuer d’autres statues existantes de nos jours avec certitude. L’étude stylistique et historique de diverses statues du Tōdai-ji, notamment les statuaires du Hokke-dō et du Kaidan-in, ou même du Tōshōdai-ji, peuvent révéler des indices plaidant pour l’existence d’un seul maître sculpteur pour plusieurs statues précieuses, peut-être Kimimaro, mais également sans aucune preuve. Ces œuvres peuvent aussi résulter d’un travail collectif au sein d’un même atelier au Bureau de sculpture du Tōdai-ji.
Le style de ces statues et du piédestal du Daibutsu original du Tōdai-ji relève en tout cas fortement des canons de l’époque, inspirés de la Chine des Tang : un naturalisme teinté d’idéalisme et l’usage de terre séchée ou de laque sèche creuse.

## Sources
- (en) Yutaka Mino, John M. Rosenfield, William H. Coaldrake, Samuel C. Morse et Christine M. E. Guth, The Great Eastern Temple: treasures of Japanese Buddhist art from Tōdai-ji, The Art Institute of Chicago et Indiana University Press, 1986, 180 p. (ISBN 9780253203908)
- (en) Samuel C. Morse, « Japanese Sculpture in Transition: An Eighth-Century Example from the Tōdai-ji Buddhist Sculpture Workshop », Art Institute of Chicago Museum Studies, vol. 13, no 1,‎ 1987, p. 52-69 (lire en ligne)
- (en) Samuel C. Morse, « Kuninaka no Muraji Kimimaro », Oxford Art Online, université d’Oxford (consulté le 9 août 2012)
- (en) Hidemichi Tanaka, « The Discovery of a Great Sculptor: Kimimaro of the Nara Period (710-793) », Artibus et Historiae, vol. 17, no 33,‎ 1996, p. 187-220 (lire en ligne)
- (ja) Hidemichi Tanaka, 天平のミケランジェロ : 公麻吕と芸術都市・奈良, Yūdachisha,‎ 1995 (ISBN 9784896675665)